# Samuel Morland
Pour les articles homonymes, voir Morland.
Samuel Morland (né en 1625 et mort le 30 décembre 1695) est un diplomate, espion, et mathématicien anglais, inventeur d'une des premières calculettes de poche. Il fut l'ambassadeur du Royaume-Uni près le duché de Savoie au milieu du XVIIe siècle.

## Biographie
Fils de Thomas Morland, un prélat du Berkshire, Samuel Morland a fait ses études au Winchester College et au Magdalene College (Cambridge) à partir de 1649.
Lors des Pâques vaudoises de 1655, Oliver Cromwell décrète un jeûne national en l’honneur des martyrs vaudois. Le Danemark, la Hollande, Berne et Genève protestent aussi : un flot de pamphlets et d’estampes anti-savoyardes envahit l’Europe. Londres envoie à Turin un ambassadeur extraordinaire, sir Samuel Morland, qui témoigne des violences auxquelles il a assisté dans The History of the Evangelical Churches of the Valleys of Piemont (Londres, 1658). Lors de cette mission, Samuel Morland fit un passage à Genève, pour coordonner l'aide alimentaire et les secours divers aux Vaudois, au cours duquel il épaula l'ambassadeur anglais auprès des cantons suisses, John Pell.
Secrétaire de John Thurloe, un haut fonctionnaire chargé de l'espionnage, Morland travaille sur la cryptographie et découvre un complot de Sir Richard Willis, Thurloe et Richard Cromwell pour faire assassiner Charles II. Il prend ses distances jusqu'à la Restauration anglaise.
Samuel Morland apparaît, en tant qu'inventeur, dans Le Cercle de la croix, roman policier historique de Iain Pears, dont l'action se passe en 1663 en Angleterre, principalement à Oxford.
En 1666, il invente une machine à calculer non décimale adaptée à la monnaie anglaise, pour ajouter des quantités monétaires anglaises constituée de roues: chaque roue était appariée à une petite roue de retenue. Il construit également une autre machine avec des disques interchangeables similaire au système des bâtons de Napier,.